# Vexin

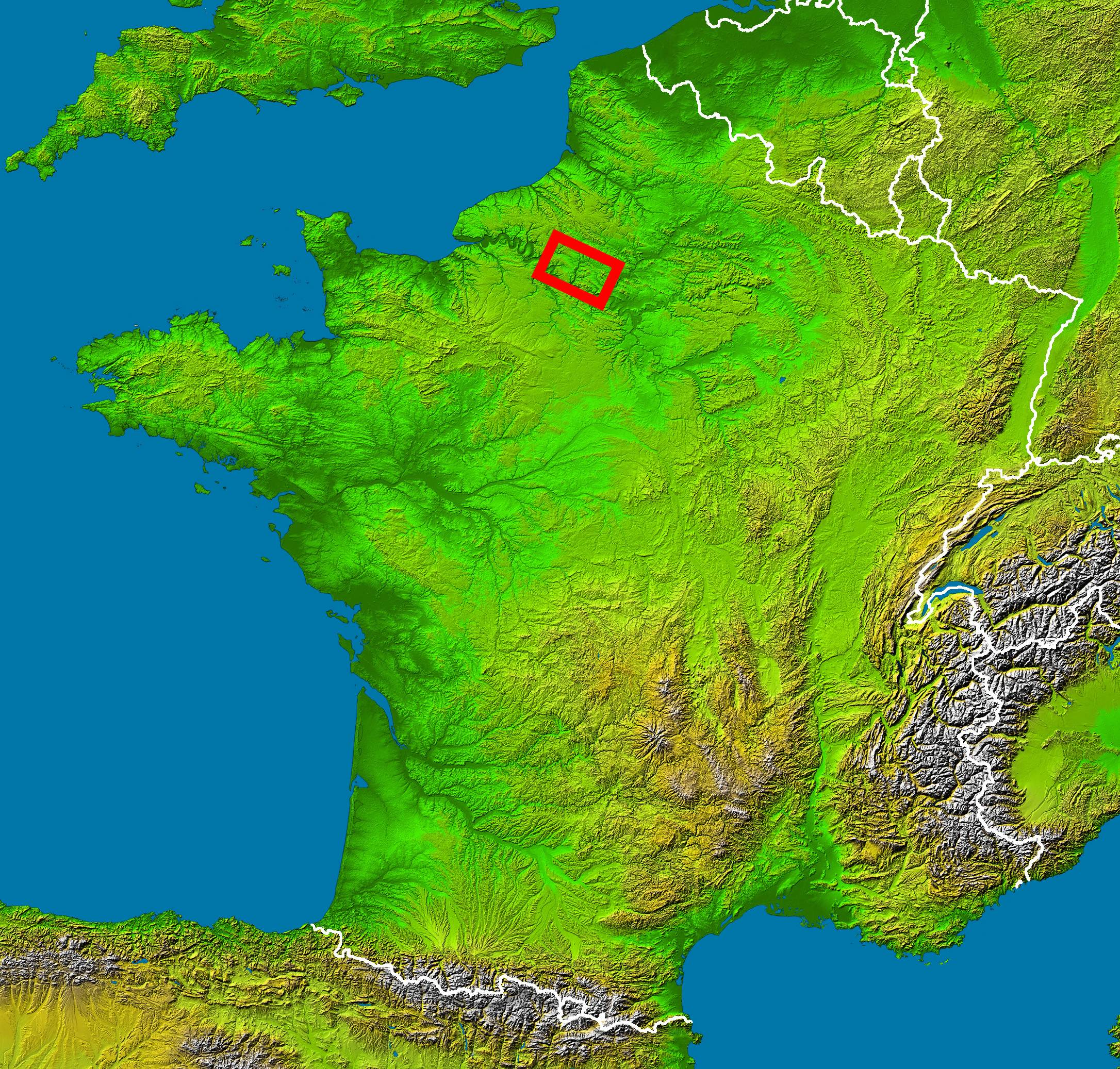
Lage des Vexin in Frankreich

Der (oder das) Vexin ist eine Landschaft im Nordwesten Frankreichs. Sie besteht aus dem Vexin normand westlich des Flusses Epte und dem Vexin français östlich davon. Vexin ist mehr ein geografischer als ein politischer oder historischer Begriff. Der Name rührt wahrscheinlich vom gallischen Stamm der Veliocasses her (Pagus Veliocassinus), die in der Antike diese Region besiedelten.

## Geografie
Der Vexin ist eine weite Hochebene aus Kalkstein, die im Süden von den Mäandern und dem Steilufer der Seine begrenzt wird; es wird darüber hinaus durch zwei Täler in Nord-Süd-Richtung eingekerbt, das der Epte und das der Andelle. Er erstreckt sich in West-Ost-Richtung zwischen Rouen und Pontoise, in Nord-Süd-Richtung zwischen Beauvais und der Seine. Fünf Départements teilen sich den Vexin: Val-d’Oise, Yvelines, Oise, Eure und Seine-Maritime.
Es handelt sich um eine ausgesprochen ländliche Gegend mit geringer Bevölkerungsdichte, die der Anziehungskraft der städtischen Zentren an seiner Peripherie unterliegt: Rouen im Westen, Pontoise und Paris im Osten, Vernon und Mantes-la-Jolie im Süden. Der Hauptort des Vexin, Gisors, hat knapp 12.000 Einwohner.
Die Hauptverkehrsader des Vexin ist die Nationalstraße 14, die Paris mit Rouen via Pontoise verbindet und dabei einer alten Römerstraße folgt.

## Geschichte
Im Jahr 911, als der König Karl III. mit dem Vertrag von Saint-Clair-sur-Epte den Normannen unter Rollo Land überließ und damit die Normandie schuf, wurde der Vexin entlang der Epte, einem kleinen Nebenfluss der Seine, in zwei Teile zerschnitten, weswegen man heute noch vom Vexin normand für den westlichen und Vexin français für den östlichen Teil spricht.

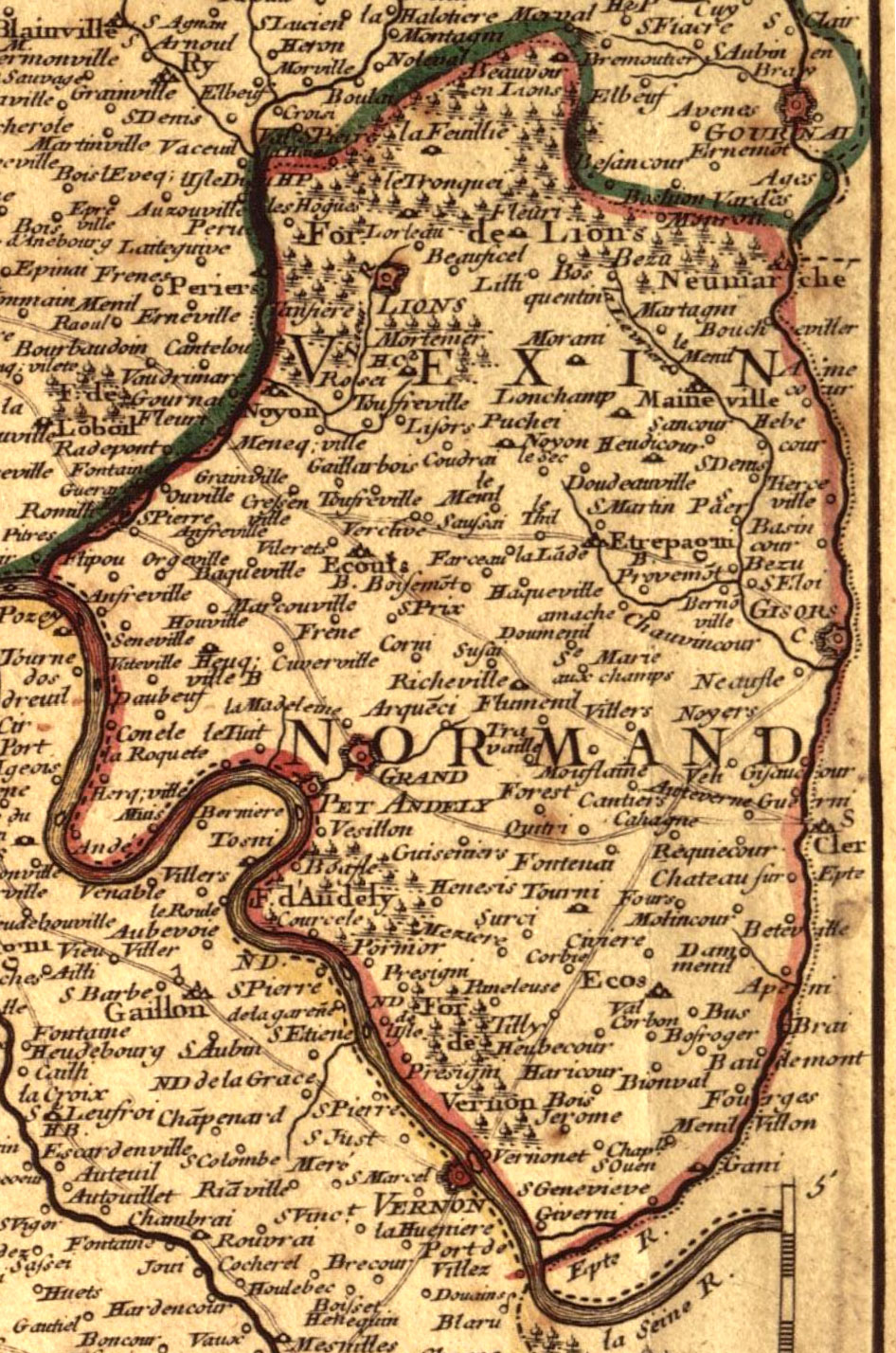
Der normannische Vexin

Der Frieden von Gisors vom März 1113 beendete den Krieg zwischen England und Frankreich um das Vexin und die Kontrolle der mittleren Seine. Der Graf von Vexin war Schutzvogt der Abtei Saint-Denis und der Träger dessen Banners, der Oriflamme. Nach dem Verzicht der letzten Grafen fielen sowohl die Grafschaft als auch die Schutzvogtei an den König von Frankreich.
Nach 1525 ging die Inquisition im Vexin aktiv gegen die Reformation vor. Im Jahr 1531 wurden zwei Protestanten verhaftet und in Gisors eingesperrt, bis sie schließlich zu ihrer Hinrichtung nach Rouen gebracht wurden. Besonders in den Jahren 1540 bis 1550 kam es zu vielen Verurteilungen von Protestanten wegen Häresie.

## Sehenswürdigkeiten
Die touristischen Hauptattraktionen des Vexin normand sind der Monets Garten in Giverny, Les Andelys mit dem Château Gaillard sowie der Wald und das Dorf von Lyons-la-Forêt in einem der schönsten Buchenwälder Europas (Forêt de Lyons). Die Hauptattraktionen des Vexin français sind Auvers-sur-Oise und das Schloss La Roche-Guyon sowie der Regionale Naturpark Vexin français.

## Grafen von Vexin
- Nibelung, 843/879 bezeugt, 853 missus im Nivernais, Auxerrois und Avallonnais, 864 Graf von Vexin (Arnulfinger)
- Adelramn, Enkel Nibelungs, folgt wohl Nibelung als Graf von Vexin (siehe Arnulfinger)
- Ermenfroi, vor 895/919 Graf von Amiens, Vexin und Valois
- Raoul I. (Raoul de Gouy), † 926, 915 Graf, wohl Graf von Ostervant, 923 Graf von Amiens, Valois und Vexin, Schwager oder Schwiegersohn Ermenfrois (Erstes Haus Valois)
- Raoul II. (Raoul de Cambrai), X 944, Graf von Valois, Amiens und Vexin, Sohn Raouls
- Gautier (Walterius) I., † 992/998, 965 Graf von Valois, Amiens und Vexin, wohl Sohn Raouls I.
- Gautier II. le Blanc, nach 998/1017 bezeugt, Graf von Valois, Amiens und Vexin, 1017 Graf von Mantes, Sohn Gautiers I.
- Dreux (Drogo), † 1035, Graf von Amiens, Mantes, Pontoise und Vexin, Sohn Gautiers II.
- Gautier III., † 1063, Graf von Amiens und Vexin, 1063 Titulargraf von Maine, Sohn Drogos
  - Raoul III., † 1060, Graf von Amiens und Valois, wohl auch Graf von Crépy, Bruder Drogos
- Raoul IV., † 1074, Graf von Valois, Crépy und Vitry, 1064 Graf von Amiens und Vexin, Vogt (avoué) von Saint-Denis, Jumièges, Saint-Wandrille, Saint-Pierre in Chartres und Saint-Arnoul in Crépy, Sohn Raouls II.
- Simon, 1069 bezeugt, † 1080, Graf von Amiens, Valois, Montdidier, Bar-sur-Aube, Vitry und Vexin, Sohn Raouls III.

Im Jahr 1077 ging Simon ins Kloster, seine Besitzungen wurden verteilt. Valois ging an seinen Schwager Heribert IV. von Vermandois, Amiens an das Bistum Amiens, und das Vexin an den König, der es mit dem Herzog der Normandie teile. Bar-sur-Aube und Vitry wurden von Theobald von Blois besetzt.
- 1092–1108: Ludwig von Frankreich, Sohn von König Philipp I., wird als Graf des Vexin français eingesetzt, bevor er als Ludwig VI. selbst König wurde.
- 1127–1128: Wilhelm Clito, † 1128
- um 1172–1197: Margarete von Frankreich, Tochter König Ludwigs VII.
- 1197-nach 1200: Alix von Frankreich, deren Schwester